# Trivia napolina
Trivia napolina is een slakkensoort uit de familie van de Triviidae. De wetenschappelijke naam van de soort is voor het eerst geldig gepubliceerd in 1843 door Kiener.